# Cantonul Montguyon
Cantonul Montguyon este un canton din arondismentul Jonzac, departamentul Charente-Maritime, regiunea Poitou-Charentes, Franța.

## Comune
| Comune                 | Populație (1999) | Cod poștal | Cod INSEE |
| ---------------------- | ---------------- | ---------- | --------- |
| La Barde               | 410              | 17360      | 17033     |
| Boresse-et-Martron     | 178              | 17270      | 17054     |
| Boscamnant             | 336              | 17360      | 17055     |
| Cercoux                | 1.101            | 17270      | 17077     |
| Clérac                 | 932              | 17270      | 17110     |
| La Clotte              | 531              | 17360      | 17113     |
| Le Fouilloux           | 664              | 17270      | 17167     |
| La Genétouze           | 216              | 17360      | 17173     |
| Montguyon              | 1.455            | 17270      | 17241     |
| Neuvicq                | 401              | 17270      | 17260     |
| Saint-Aigulin          | 1.943            | 17360      | 17309     |
| Saint-Martin-d'Ary     | 499              | 17270      | 17365     |
| Saint-Martin-de-Coux   | 390              | 17360      | 17366     |
| Saint-Pierre-du-Palais | 293              | 17270      | 17386     |